# ISO (azienda)

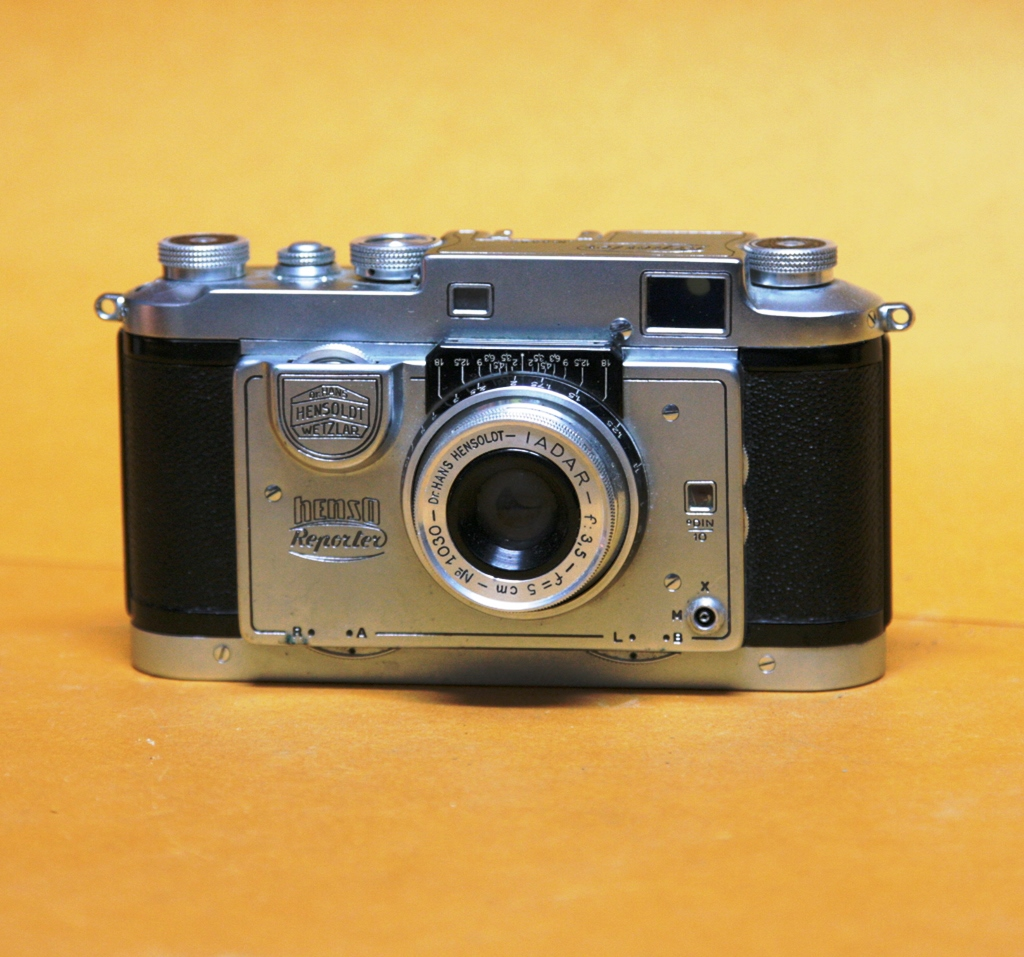
Hensoldt Henso Reporter del 1953, fotocamera prodotta dalla ditta italiana ISO, con obiettivo 50 mm: Iadar 50/3,5

L'Industria Scientifica Ottica S.r.l. Milano o ISO è stata un'azienda produttrice di apparecchiature fotografiche italiane fondata alla fine della Seconda guerra mondiale a Milano, dalla famiglia Viganò.

## Produzione
Il primo modello prototipo fu il Lux del 1947, copia fedele della Leica III; esso montava un obiettivo passo Leica da 50/3,5 denominato Luxar.
Successivamente esso venne modificato e messo in commercio con gli obiettivi privi del meccanismo di regolazione del fuoco essendo lo stesso integrato nel corpo della macchina sul frontale ad imitazione della Contax; aveva inoltre, un obiettivo 50/3,5 rientrante denominato Iriar. Di questo modello ne vennero prodotti circa 200- 300 pezzi.
Nel 1950 la Iso presenta la Bilux mancante dell'esposimetro ottico ad estinzione del primo modello, ma con un meccanismo di avanzamento rapido della pellicola a grilletto retraibile presente sul fondo dell'apparecchio (tipo Leicavit). Inoltre, l'oculare intercambiabile aveva la regolazione diottrica per compensare i difetti della vista del fotografo.
Nel 1952 questa fotocamera fu aggiornata con sincro-lampo regolabile; sul fondello dell'apparecchio era presente un bottone regolabile su una scala da 0 a 10 per sincronizzare la tendina con i vari tipi di lampadine flash al tempo in commercio. Di questo modello ne vennero prodotti circa 300- 400 pezzi.
nel 1953 furono presentate alla Fiera di Milano due prototipi mai messi in commercio, la Senior e la Junior; successivamente vengono prodotte e commercializzate la Reporter e la Standard con le caratteristiche dei prototipi Senior e Junior.
La Reporter era simile alla Bilux con piccole migliorie estetiche, mentre la Standard era il modello economico che costava poco meno della metà della Reporter.
Montavano obiettivi di qualità tra i quali: 3 50 mm lo Iadar 50/3,5, lo Iriar 50/2,8 e l'Arion 50/1,9, 2 teleobiettivi l'Aglar 80/2,5 e lo Iriar 125/2,8 tutti prodotti realizzati dalla stessa ISO. In seguito fu commercializzato anche un grandangolare: l'Angulor 28/3,3 prodotto dalla Som Berthiot.
Grazie alla qualità degli apparecchi fu stipulato un accordo commerciale con la azienda tedesca Hensoldt AG di Wetzlar controllata dalla Zeiss, che vide importare in Germania questi apparecchi con il marchio Hensoldt e con ottiche tedesche; ma nel contempo le stesse Hensoldt prodotte dalla italianissima ISO venivano commercializzate con il marchio tedesco in Italia. Questi due modelli rimasero in produzione fino al 1960 con vendite complessive modeste (1300- 1500 Reporter e 800 – 1000 Standard) ciò per il loro alto costo.
Nel 1955 alla Fiera di Milano fu presentato il modello stereo 120 che l'anno dopo fu messo in commercio con il nome di Duplex Super 120, esso permetteva l'ottenimento di immagini singole o doppie grazie ai due obiettivi separati. Nel 1956 venne prodotto un modello più semplice ed economico chiamato Duplex 120; tra i vari accessori vi era il visore per osservare gli stereogrammi. Il Duplex Super 120 fu prodotto fino al 1970 in circa 10.000 pezzi, mentre il più economico Duplex 120 in circa 3-4.000 pezzi.